# Renault Master
Renault Master — серия малотоннажных автомобилей, выпускаемых компанией Renault с 1980 года. Автомобили второго и третьего поколений продавались также под маркой Opel Movano в континентальной Европе и Vauxhall Movano Великобритании (разработкой и производством занималась компания Renault).
В разные годы Renault Master  выпускались с разными типами кузовов, как фургоны стандартных размеров, так и модели с увеличенной высотой, длиннобазные модификации (имели префикс LWB). Наибольшее распространение получили модели с кузовом типа фургон.
Модификации Master повышенной грузоподъёмности продавались подразделением Renault Trucks как Renault B, а позднее под названиями Messenger и Mascott.

## Первое поколение (1980—1997)

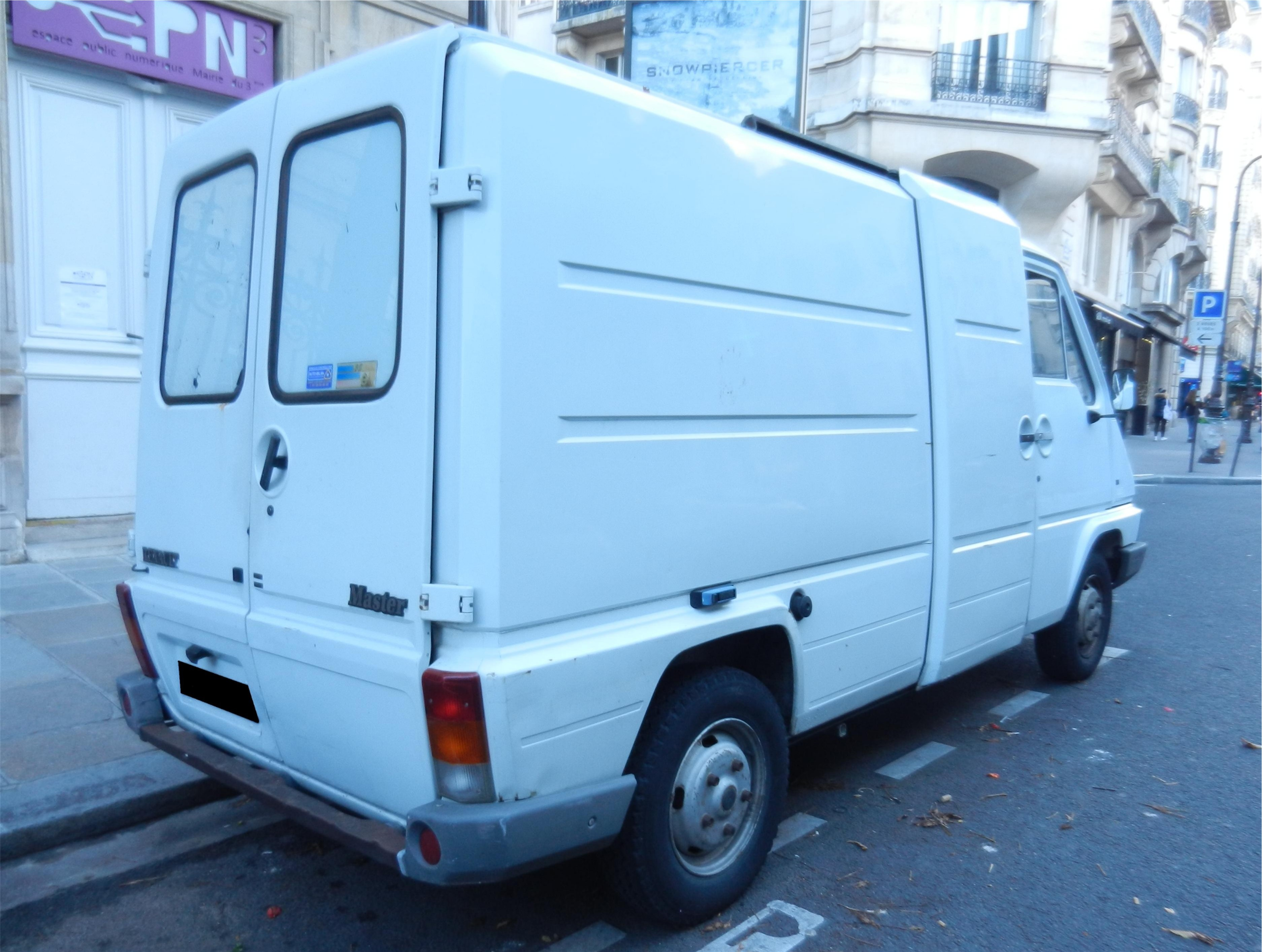
Renault Master, вид сзади

Производство Renault Master первого поколения началось в 1980 году. Изначально выпускалась версия с дизельным двигателем Fiat-Sofim объёмом 2.4 л (2445 cc), с 1984 года появилась с дизелем объёмом 2.1 л (2068 cc). Некоторые модели комплектовались также бензиновыми двигателями Renault объёмом 2.0 и 2.2 л.
У автомобилей первого поколения было достаточно много конкурентов, в том числе и младшие модели Dodge 50, автомобиля, впоследствии (после покупки компанией Renault производственных мощностей Dodge в Великобритании) ставшего Renault 50. Другим конкурентом стал Renault Trafic, также выпускаемый с 1980 года.
Отличительными особенностями автомобилей этого поколения стали сдвижная боковая дверь и необычные круглые дверные ручки (похожие на ручки Fiat Ritmo).
Автомобили производились сначала на заводах Renault, затем производство было перенесено на новый завод SoVAB в Батийи.

### Renault B / Messenger
Модификации Renault Master большей грузоподъёмности продавались подразделением Renault Trucks под названием Renault B, и различались индексами от B70 до B120. Первым появился B70 с дизелем пощностью 70 л.с., за ним, в конце 1982 года, B80 с бензиновым двигателем мощностью 80 л.с. Это были лёгкие грузовики с кузовом Renault Master I, но уже на другом шасси, заднеприводном, со сдвоенными (опционально) задними колёсами. В дальнейшем появились модели и с другими типами кузовов.
Так как автомобили Renault Master и Trafic относились к непосредственно компании Renault, а с окончанием производства SG2 и SG3 сокращался модельный ряд автомобилей, производимых Renault Trucks, в 1982 году было принято решение о передаче модели Renault B последней. В дальнейшем модельный ряд серии B пополнился более мощными автомобилями, с турбонаддувом и интеркулером.
В 1987 году в ралли «Дакар» приняла участие полноприводная версия автомобиля Renault B90. В продаже, однако, она появилась только в 1990 г., и продавалась до 1999 года.
В 1993 году автомобили Renault B получили новую решётку радиатора и новое название — Messenger.

### Двигатели
- Бензиновые

| Двигатель | Производитель | Рабочий объём (см³) | Мощность (л.с./кВт) при об/мин | Крутящий момент (Н*м) при об/мин | Расположение и количество цилиндров | ГРМ/ количество клапанов |
| --------- | ------------- | ------------------- | ------------------------------ | -------------------------------- | ----------------------------------- | ------------------------ |
| 2,0       | Renault J5R   | 1995                | 80 (59)/4800                   | /2900                            | Р4                                  | OHC/8                    |
| 2,2       | Renault J7T   | 2165                | 90 (66)/4800                   | 161/2900                         | Р4                                  | OHC/8                    |

- Дизельные

| Двигатель | Производитель       | Рабочий объём (см³) | Мощность (л.с./кВт) при об/мин | Крутящий момент (Н*м) при об/мин | Расположение и количество цилиндров | ГРМ/ количество клапанов |
| --------- | ------------------- | ------------------- | ------------------------------ | -------------------------------- | ----------------------------------- | ------------------------ |
| 2,1 D     | Renault J8S         | 2068                | 61 (44)/4000                   | 118/2000                         | Р4                                  | OHC/8                    |
| 2,4 D     | Iveco Sofim 8140.61 | 2445                | 71 (52)/4200                   | 150/2200                         | Р4                                  | OHC/8                    |
| 2,5 D     | Iveco Sofim 8140    | 2499                | 75 (55)/4200                   | 162/2200                         | Р4                                  | OHC/8                    |
| 2,5 TD    | Iveco Sofim 8140    | 2499                | 88 (65)/3800                   | 200/2200                         | Р4                                  | OHC/8                    |
| 2,5 TD    | Iveco Sofim 8140    | 2499                | 94 (69)/3800                   | 205/2200                         | Р4                                  | OHC/8                    |

## Второе поколение (1997—2010)

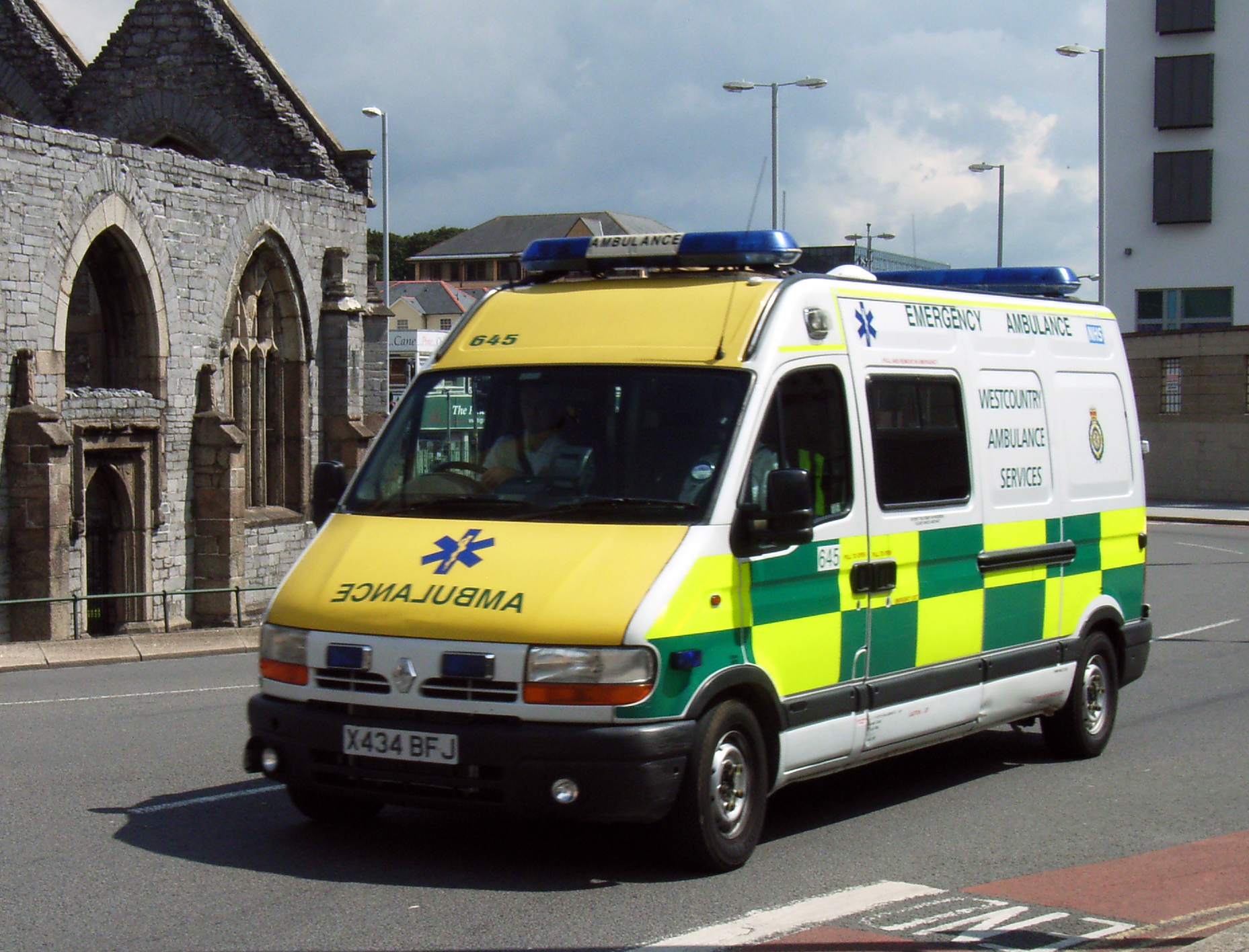
Британский автомобиль скорой помощи

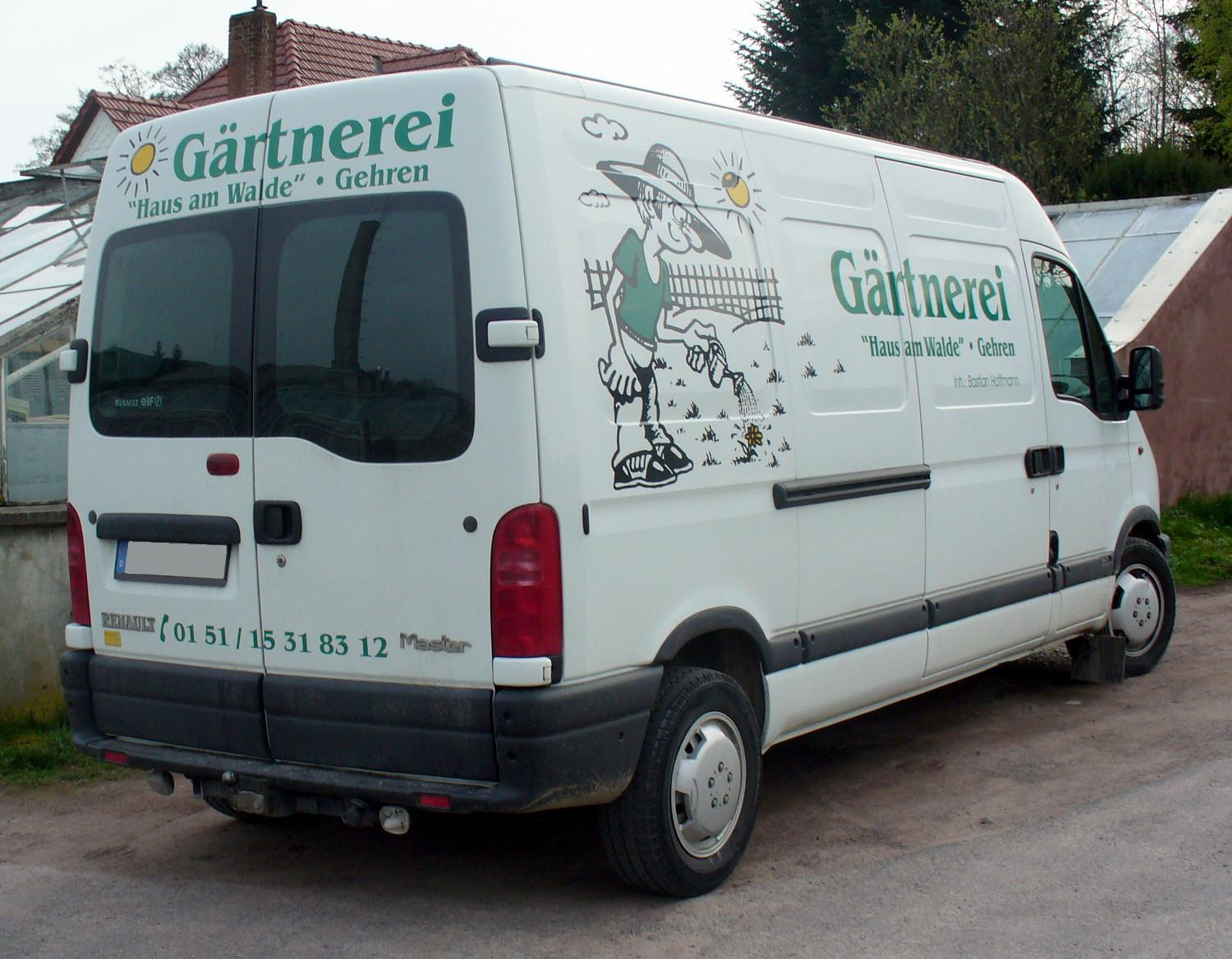
Renault Master сзади

Второе поколение появилось на рынке как совместный проект. Будучи разработанным компанией Renault, эти Master дебютировали в 1998 году в виде двух почти идентичных автомобилей: как Opel Movano (в Великобритании продавался как Vauxhall Movano) и, от партнёра, компании Nissan, как Nissan Interstar. Упомянутое соглашение коснулось также и младшего брата, Renault Trafic. В автомобильной индустрии подобные соглашения в совместном использовании платформы не редкость, они существуют, например, между Fiat и Peugeot/Citroen, Volkswagen и Mercedes.
Автомобили этого поколения комплектовались дизельными двигателями Renault S8W/S9W, S9U, G9T и Nissan YD объёмами 2.2, 2.5 и 2.8 л.
В конце 2003 года был проведён фейслифтинг автомобиля. Основные изменения коснулись передней части, небольшие изменения получили также задние фары и приборная панель.
Как и его предшественник, Renault Master второго поколения существовали в различных конфигурациях, часто служили основой для автомобилей скорой помощи.

### Двигатели
- Дизельные

| Двигатель | Производитель | Рабочий объём (см³) | Мощность (л.с./кВт) при об/мин | Крутящий момент (Н*м) при об/мин | Расположение и количество цилиндров | ГРМ/ количество клапанов |
| --------- | ------------- | ------------------- | ------------------------------ | -------------------------------- | ----------------------------------- | ------------------------ |
| 1,9 dTi   | Renault       | 1870                | 80 (59)/3500                   | 170/2000                         | R4                                  | OHC/8                    |
| 1,9 dCi   | Renault       | 1870                | 82 (60)/3500                   | 200/2000                         | R4                                  | OHC/8                    |
| 2,2 dCi   | Renault       | 2188                | 90 (66)/3650                   | 260/1750                         | R4                                  | DOHC/16                  |
| 2,5 D     | Iveco Sofim   | 2499                | 80 (59)/4000                   | 155/2200                         | R4                                  | OHC/8                    |
| 2,8 dTi   | Iveco Sofim   | 2799                | 115 (84)/3600                  | 260/1800                         | R4                                  | OHC/8                    |
| 2,5 dCi   | Renault       | 2464                | 100 (74)/3500                  | 260/1500                         | R4                                  | DOHC/16                  |
| 2,5 dCi   | Renault       | 2464                | 115 (84)/3500                  | 290/1600                         | R4                                  | DOHC/16                  |
| 2,5 dCi   | Renault       | 2464                | 120 (88)/3500                  | 300/1500                         | R4                                  | DOHC/16                  |
| 2,5 dCi   | Renault       | 2464                | 145 (107)/3500                 | 320/1500                         | R4                                  | DOHC/16                  |
| 3,0 dCi   | Nissan        | 2953                | 136 (100)/3600                 | 320/1800                         | R4                                  | DOHC/16                  |

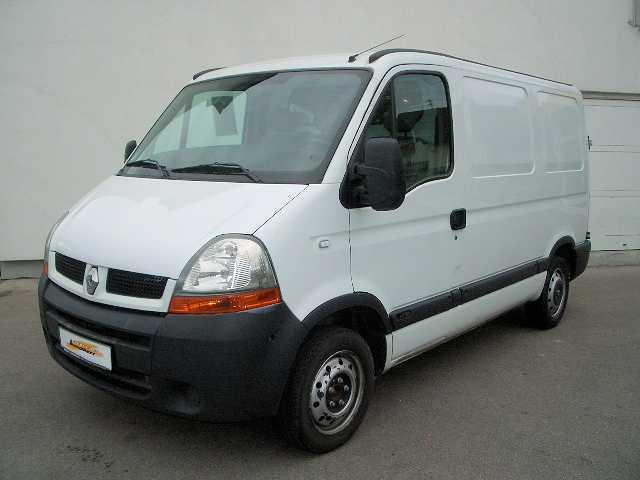
Renault Master после рестайлинга, вид спереди
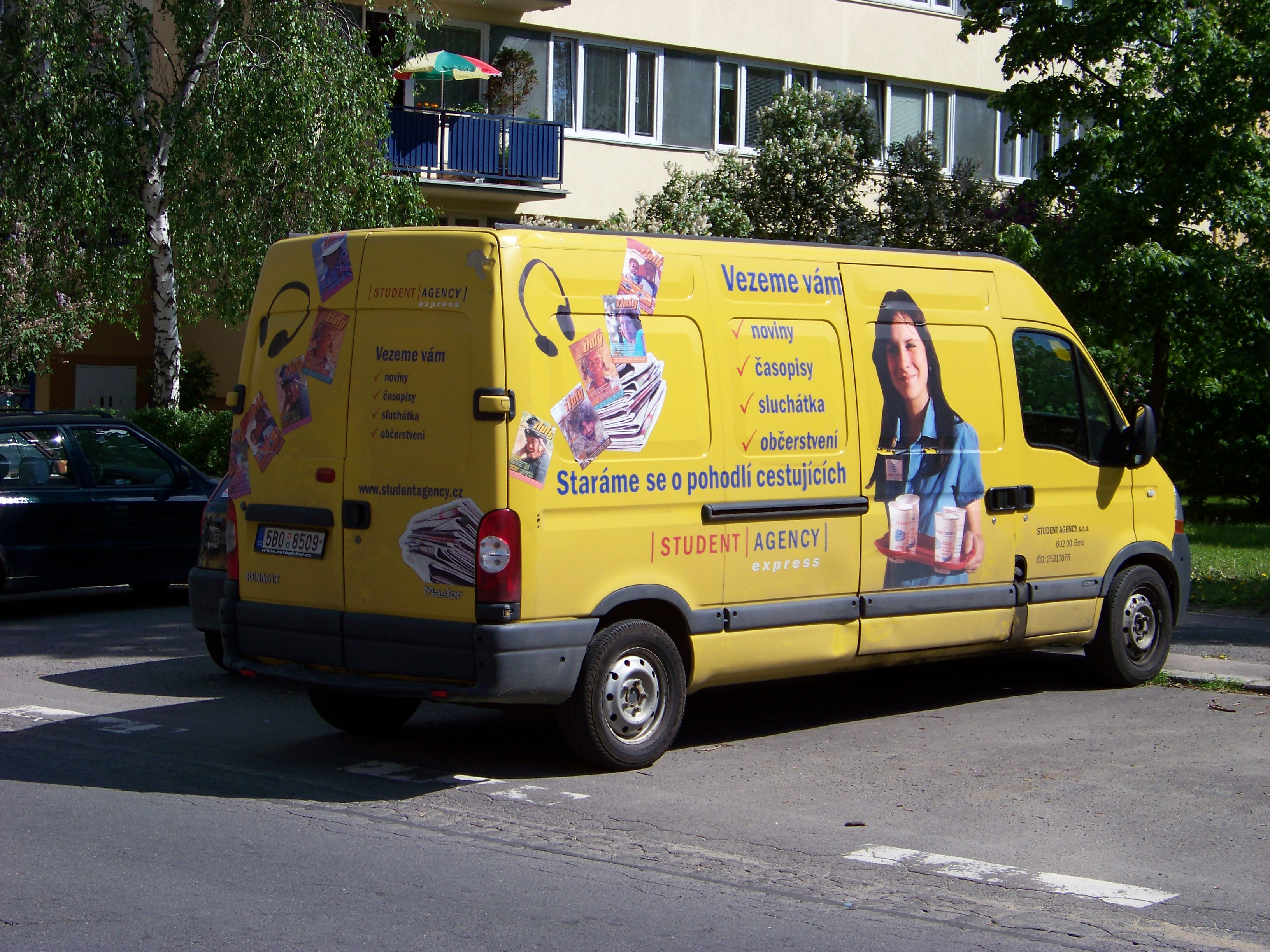
Renault Master после рестайлинга, вид сзади
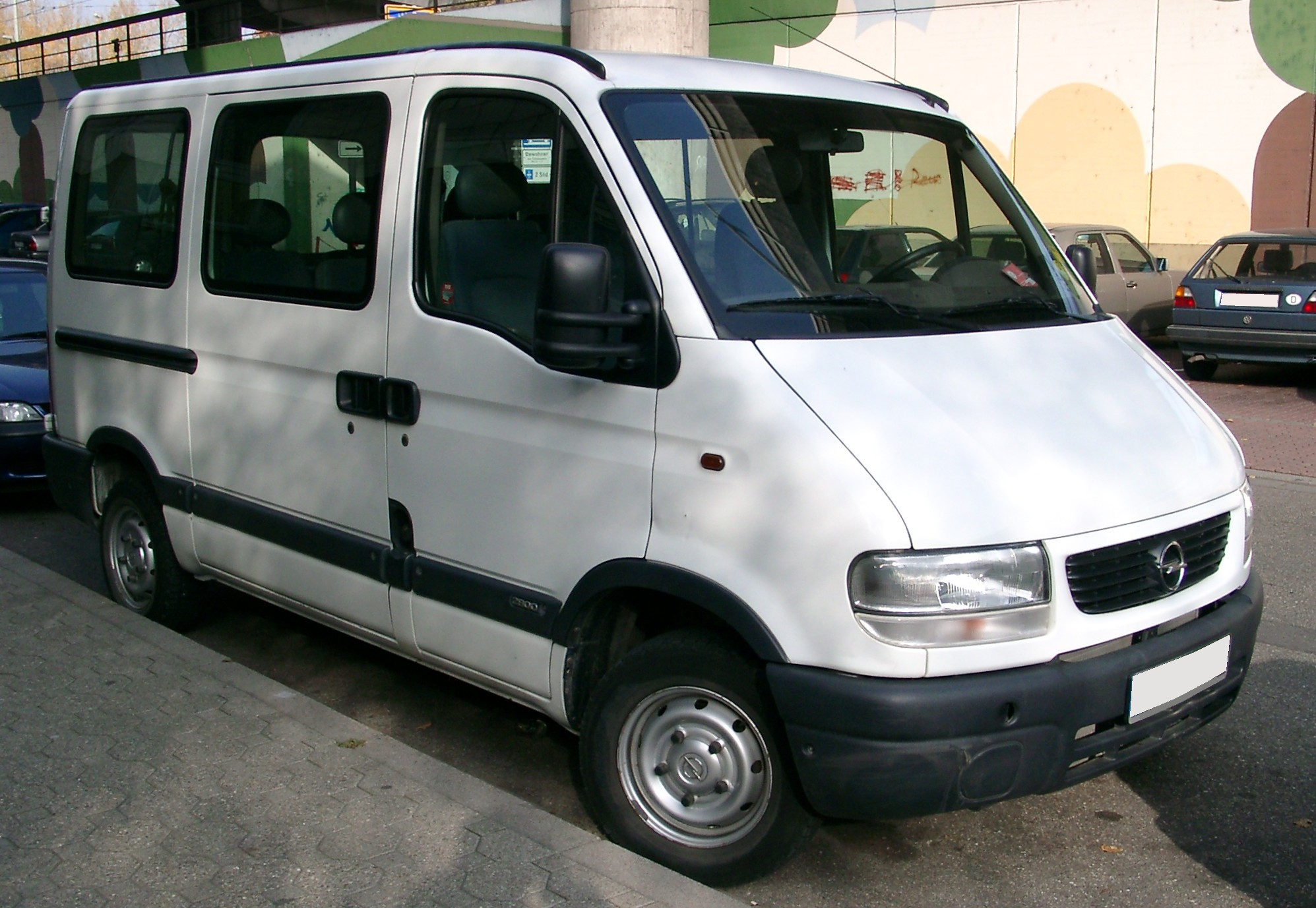
Микроавтобус Opel Movano A (до рестайлинга), низкая крыша, короткая колёсная база
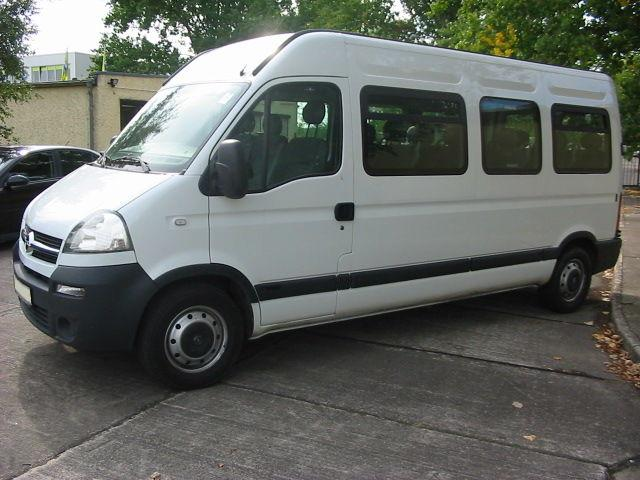
Микроавтобус Opel Movano A (после рестайлинга), крыша средней высоты, длиннобазная версия
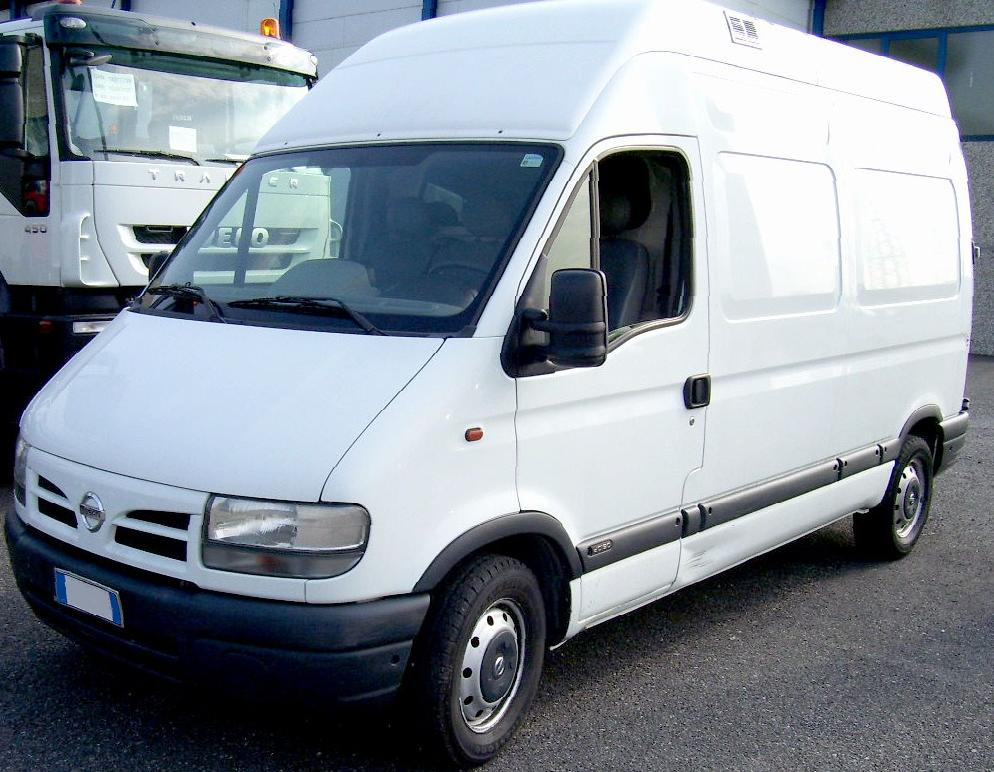
Фургон Nissan Interstar (до рестайлинга), высокая крыша, короткая колёсная база
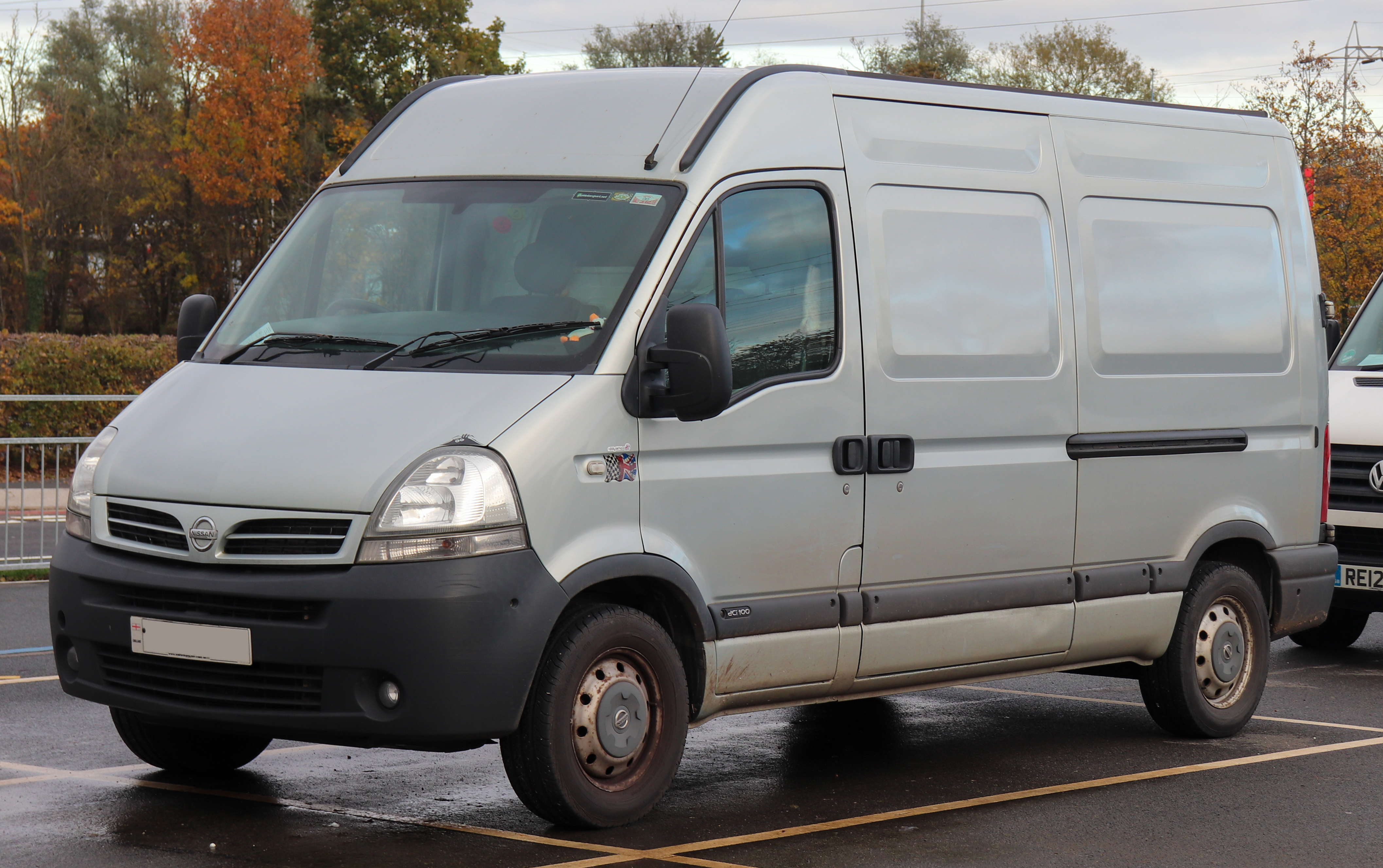
Фургон Nissan Interstar (после рестайлинга), крыша средней высоты, колёсная база средней длины

### Renault Mascott
Renault Trucks, со своей стороны, представила на рынке Renault Mascott, заднеприводную модификацию Master повышенной грузоподъёмности с дизелями объёмом 2.8 и 3.0 л. Продававшийся в странах Европы с 1999 по 2010 годы, автомобиль занял промежуточную нишу между Renault Master и более тяжёлым Renault Midlum. Были доступны две комплектации: с двигателями мощностью 122 или 162 л. с. и пяти- или шестиступенчатой механическими коробками передач соответственно.
В разных странах автомобиль продавался под разными названиями: Master Pro (Нидерланды), Master (Албания, Босния и Герцеговина, Македония, Словения, Хорватия), Master LDT (Бельгия), Master Maxi (Польша), Master Propulsion (Испания, Италия, Реюньон, Франция).

## Третье поколение (2010—настоящее время)
Новое поколение Renault Master было представлено в мае 2010 года, автомобиль также выпускается под несколькими марками (Opel/Vauxhall Movano и Nissan NV400). Однако, впервые автомобили от Opel и Nissan доступны в заднеприводной комплектации, в том числе и со спаренными задними колёсами. Автомобили всех марок комплектуются дизелем объёмом 2.3 л, доступным в трёх вариантах мощности от 100 до 150 л.с.
Renault Trucks прекратило производство Mascott и также продаёт Master третьего поколения (только в варианте самоходного шасси, грузоподъёмность до 2.5 т.).
В 2016 году появилась версия Renault Master X-Track с дифференциалом повышенного трения, увеличенным дорожным просветом и защитой днища кузова, а также полноприводная модификация Renault Master 4 × 4.

### Двигатели
- Дизельные

| Двигатель | Производитель | Рабочий объём (см³) | Мощность (л.с./кВт) при об/мин | Крутящий момент (Н*м) при об/мин | Расположение и количество цилиндров | ГРМ/ количество клапанов |
| --------- | ------------- | ------------------- | ------------------------------ | -------------------------------- | ----------------------------------- | ------------------------ |
| 2,3 dCi   | Renault       | 2298                | 100 (74)/3500                  | 285/1250—2000                    | Р4                                  | DOHC/16                  |
| 2,3 dCi   | Renault       | 2298                | 125 (92)/3500                  | 310/1250—2500                    | Р4                                  | DOHC/16                  |
| 2,3 dCi   | Renault       | 2298                | 146 (107)/3500                 | 350/1500—2750                    | Р4                                  | DOHC/16                  |
| 2,3 dCi   | Renault       | 2298                | 170 (125)/3500                 | 380/1500—2750                    | Р4                                  | DOHC/16                  |
| 2,3 dCi   | Renault       | 2298                | 180 (132)/3500                 | 400/1500—2750                    | Р4                                  | DOHC/16                  |

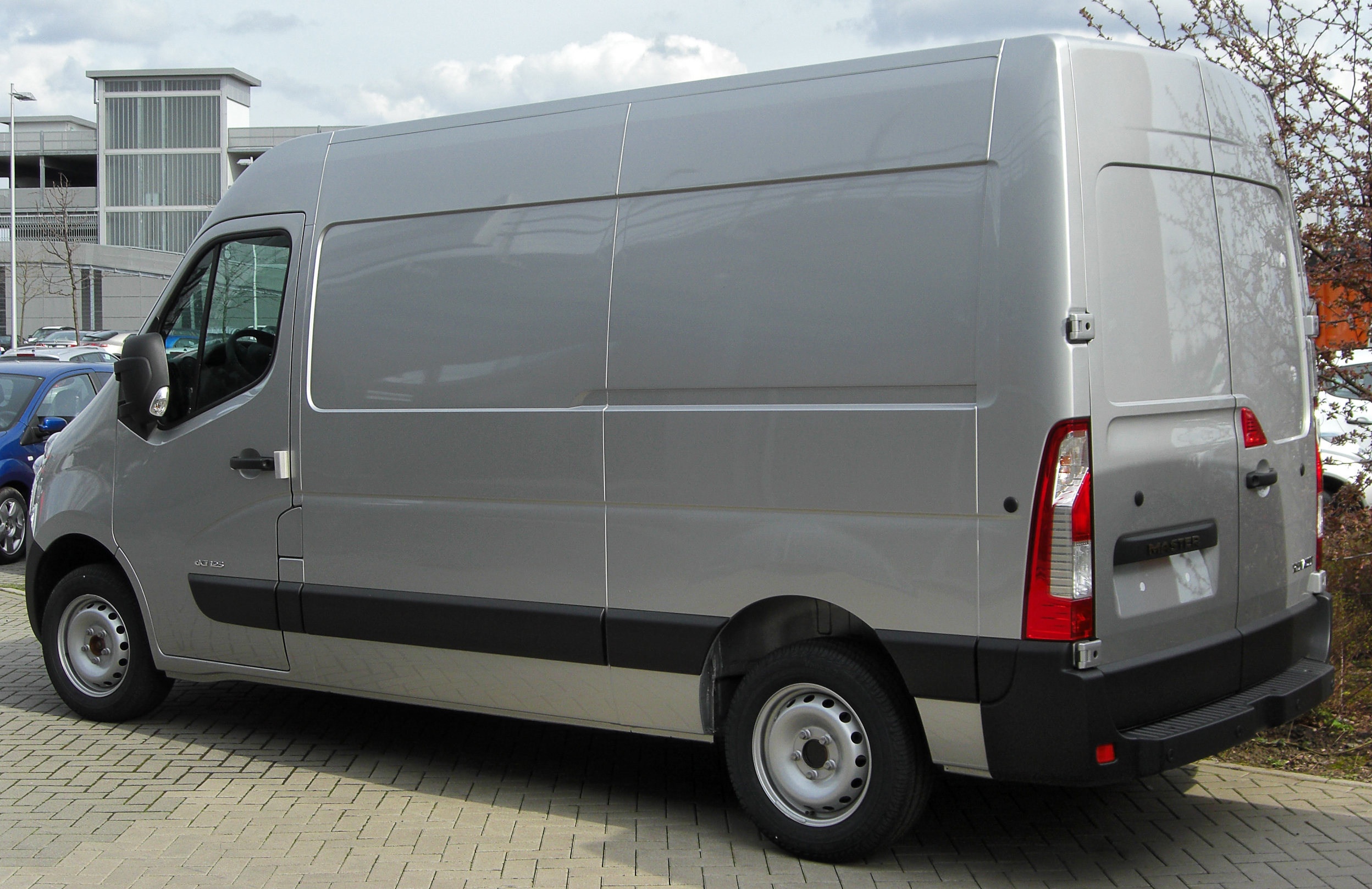
Фургон Renault Master III
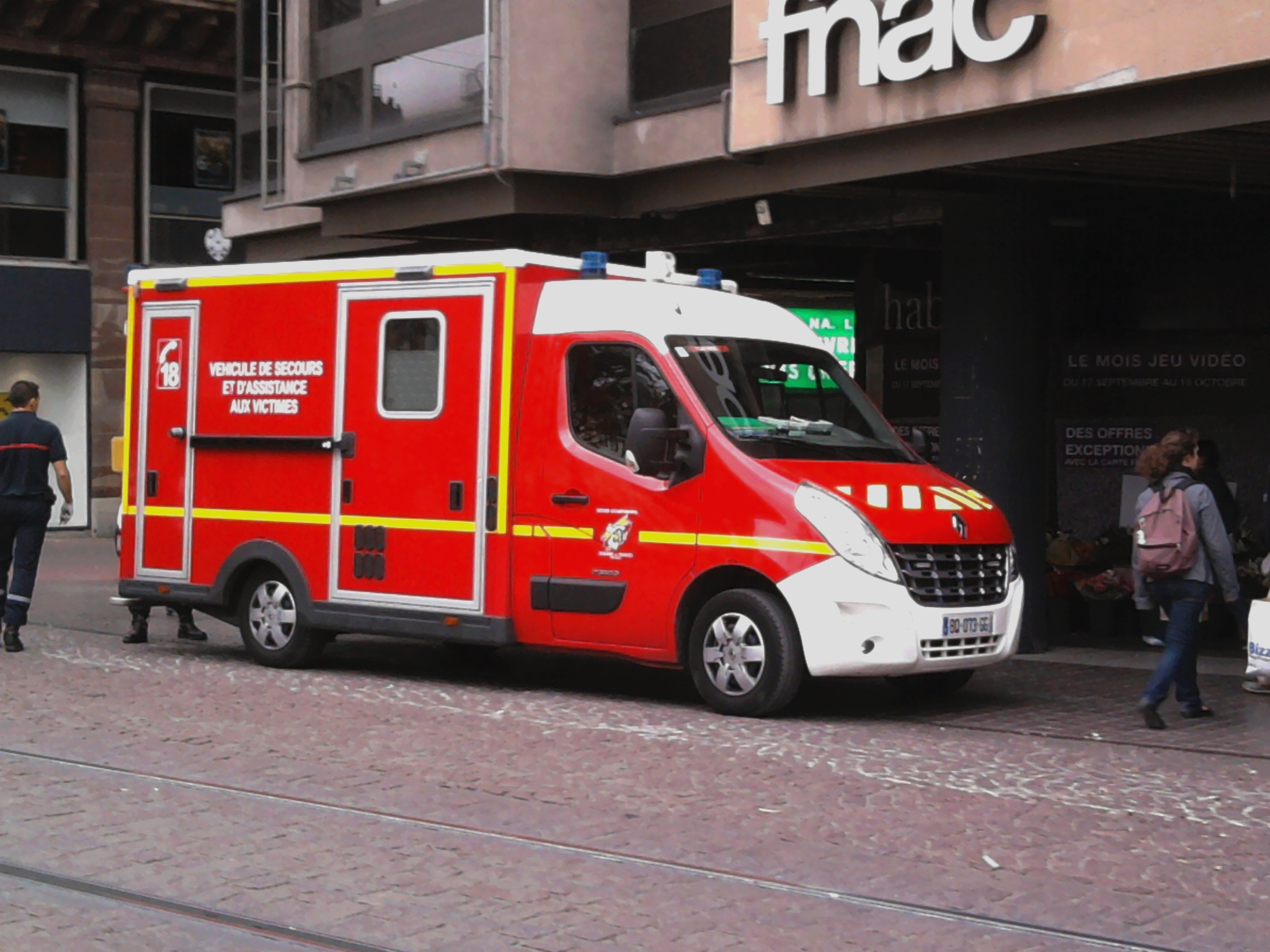
Автомобиль спасателей Renault Master во Франции
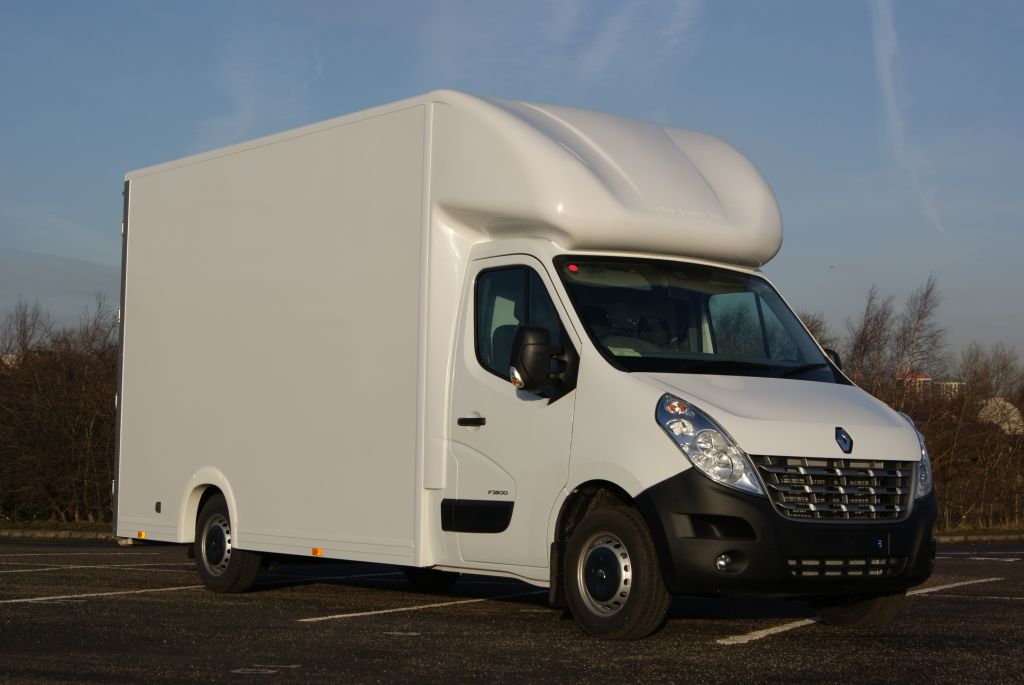
Низкопольный Renault Master
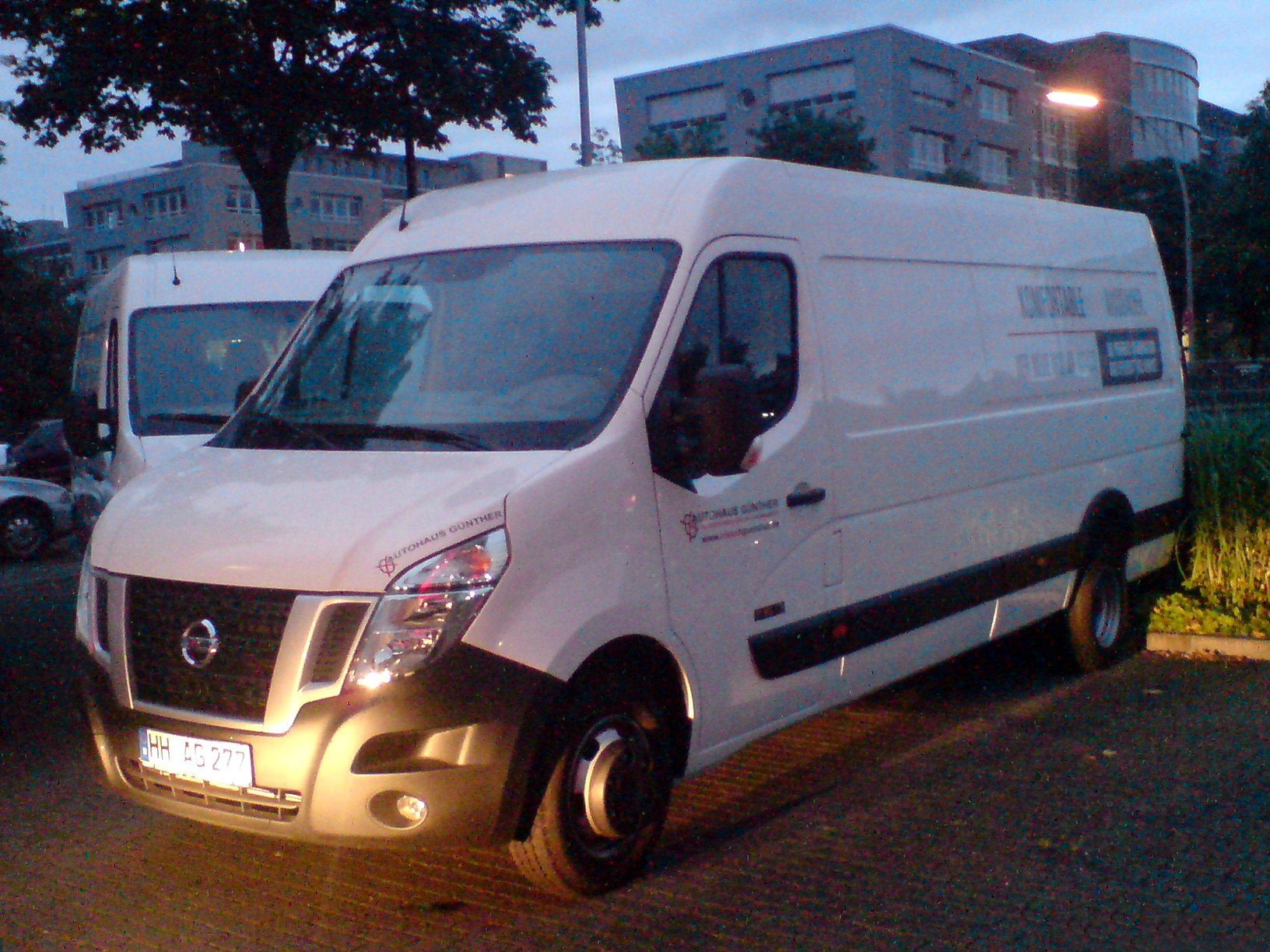
длиннобазный фургон Nissan NV400
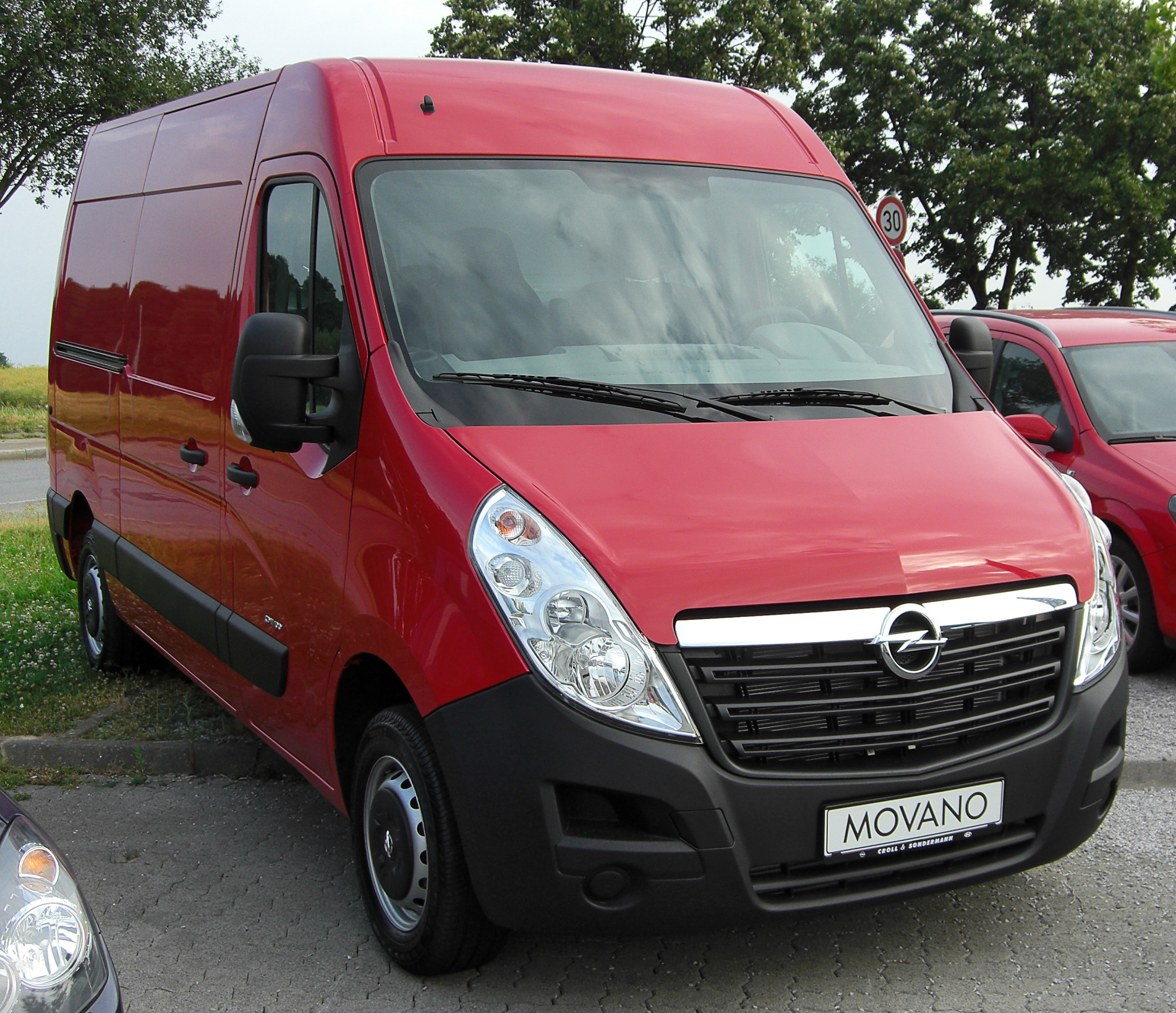
Длиннобазный фургон с увеличенной высотой крыши Opel Movano B
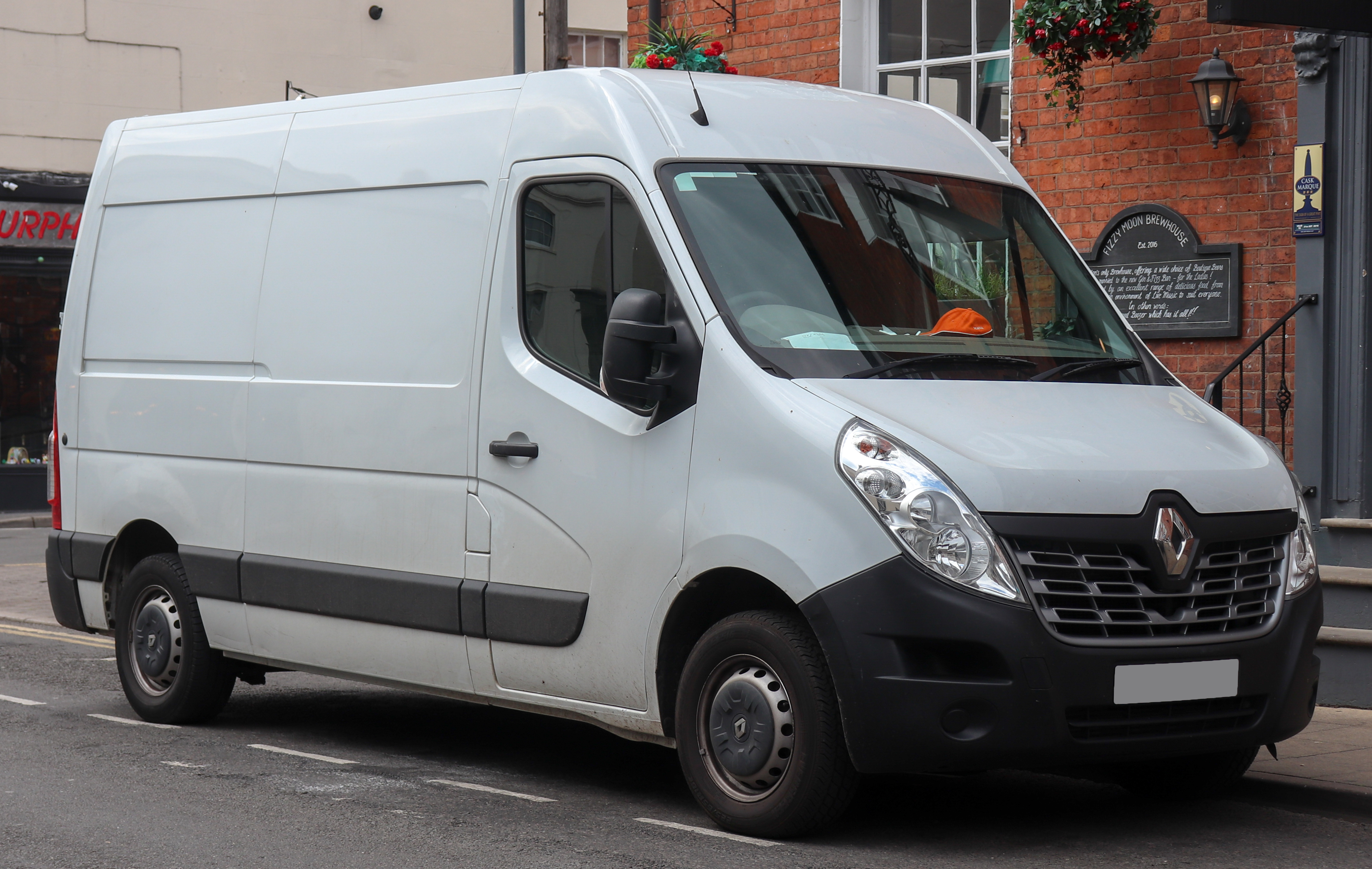
Renault Master Фаза II (2015-)

## Четвертое поколение (2024—настоящее время)
Четвертое поколение Master было представлено 21 ноября 2023 на автосалоне Solutrans в Лионе. Коэффициент аэродинамического сопротивления уменьшен на 20% по сравнению с предыдущим поколением. В новом поколении также доступны разные размеры: 20 вариантов кузова с объемом загрузки от 11 до 22 м³. Ширина входа через боковую раздвижную дверь увеличена на 40 мм, а грузовая длина — на 100 мм. Грузоподъемность должна быть до 2 т. Укороченная колесная база улучшает маневренность и на 1,5 м меньше радиуса поворота.
Что касается двигателей, Renault делает ставку на так называемую мультиэнергетическую платформу, где доступны дизельные, электрические и в будущем водородные топливные элементы. Мощность дизельных двигателей составляет 105 л.с., 130 л.с., 150 л.с. или 170 л.с. Они могут совмещаться с механической коробкой передач или 9-ступенчатым автоматом. Электрическая версия имеет два двигателя: 96 или 105 кВт. Крутящий момент – 300 Нм, емкость аккумулятора – 40 или 87 кВт/ч. Максимальная полезная нагрузка составляет 1625 кг, а грузоподъемность прицепа – 2500 кг. Электрический Мастер можно заряжать постоянным током до 130 кВт. 22 кВт возможны из-за переменного тока.

## Примечания

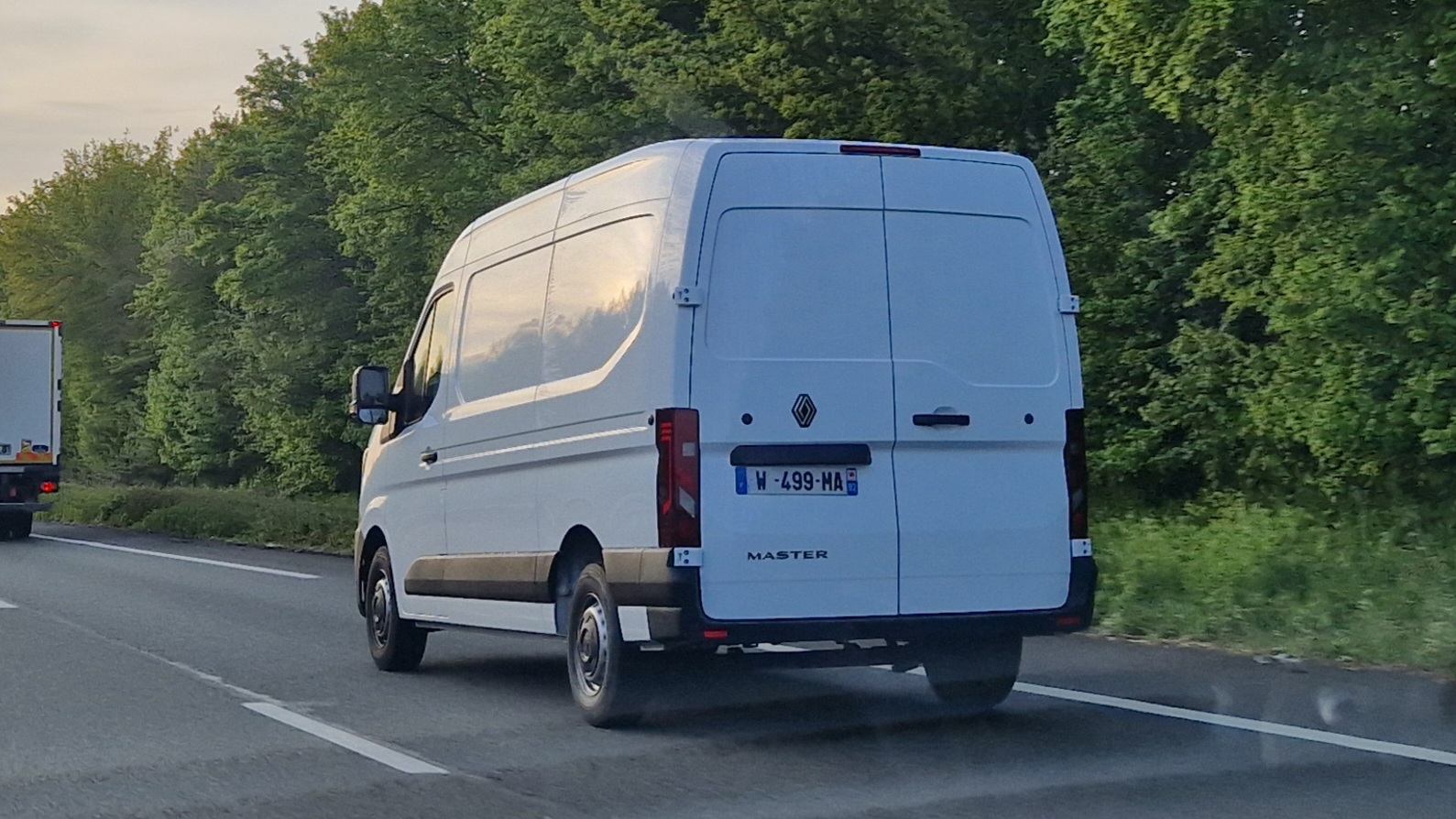
Вид сзади